# Adrian Honkisz
Adrian Honkisz   (27 de febrer de 1988) és un ciclista polonès, professional des del 2007 i fins al 2018 a l'equip Wibatech 7R Fuji.

## Palmarès
- 2009
  - Vencedor d'una etapa a la Volta al Marroc
- 2010
  - 1r a la Carpathia Couriers Path i vencedor de 2 etapes
  - Vencedor d'una etapa a la Szlakiem walk Major Hubal
- 2012
  - Vencedor d'una etapa a la Cursa de Solidarność i els Atletes Olímpics
- 2013
  - 1r a la Copa dels Carpats
- 2015
  - 1r a la Copa dels Carpats